# Guillaume Bigot (essayiste)
Pour les articles homonymes, voir Guillaume Bigot (homonymie) et Bigot.
Guillaume Bigot, né le 14 novembre 1969 à Paris, est un essayiste, éditorialiste et homme politique français d'extrême droite.
D'abord chroniqueur de l’émission Les Insiders sur BFM Business, il collabore à Causeur et au Figarovox, avant de devenir chroniqueur sur CNews, Europe 1 et Sud Radio.
Il est élu député du Rassemblement national dans la deuxième circonscription du Territoire de Belfort lors des élections législatives anticipées de 2024.

## Biographie

### Jeunesse et études
Guillaume Bigot est diplômé de l'Institut d'études politiques de Paris (1995, section Service Public).
Il effectue son service national dans les renseignements.

### Parcours professionnel
Guillaume Bigot est nommé rédacteur en chef adjoint[réf. nécessaire] à L'Événement du jeudi en 1999[réf. nécessaire].
Il développe une carrière d'éditorialiste politique dans la presse écrite (Valeurs actuelles[source insuffisante]) et sur différentes chaînes de radio et télévision comme BFM Business, Sud Radio de 2021 à 2024[réf. nécessaire], Europe 1 et CNews.
Suite à son élection comme député, Guillaume Bigot quitte ses fonctions d'éditorialiste.

### Parcours professoral
L'année suivante, en 2000, il devient professeur de géopolitique au pôle universitaire Léonard-de-Vinci jusqu'en 2005,,.
En 2005, il est nommé par Charles Pasqua à la direction de l’école de management du pôle universitaire Léonard-de-Vinci (EMLV) à La Défense, fonction qu'il occupe pendant six ans. En 2008, après avoir remis au président du conseil général, Patrick Devedjian, un rapport sur des dysfonctionnements perturbant le pôle universitaire, il est licencié par le président Charles Pasqua,,.
Le 1er juillet 2008, il est nommé directeur général du Groupe IPAG Business School Paris Nice, poste dont il est démis en juillet 2022.
En 2019, avec Aquilino Morelle, ancien conseiller spécial du président Hollande, il crée l'« académie de culture générale Cicéron », offrant à de jeunes étudiants, à des adultes ou à des prisonniers une formation en culture générale,.
Toujours en 2019, Guillaume Bigot rencontre le Premier ministre de Côte d'Ivoire, Amadou Gon Coulibaly, pour lui présenter l'offre de formation « Exécutive Éducation » de l'IPAG, en place depuis 2015 dans le pays.

### Parcours politique
En 2002, Guillaume Bigot soutient la candidature de Jean-Pierre Chevènement et est candidat de son « Pôle républicain » dans la 8e circonscription des Yvelines lors des élections législatives de 2002. Il obtient 1,4 % des suffrages (524 voix).
En 2018, Guillaume Bigot défend le droit d'asile, qu'il décrit comme « l'un des principes les plus sacrés de notre République », et déclare « n'avoir ni sympathie ni pour l'extrême droite, ni même pour la droite ». Il critique à plusieurs reprises le Rassemblement national et sa tête de file, qualifiant Marine Le Pen de « bas de plafond », de « Mussolini de Monoprix », de « girouette », de « politicienne incompétente », « pleine de ressentiment ». En 2020, il déplore « les origines dégoûtantes (le détail de l'Histoire et j'en passe) » du Rassemblement national, qui « ne propose aucun élan, aucune dynamique, aucune grandeur. Que du gna gna gna geignard ! ».
En novembre 2021, Guillaume Bigot est élu président de « France Souveraine »[source secondaire souhaitée], un mouvement souverainiste dont le bureau est notamment composé de Céline Pina, Stéphane Simon, Jean-Claude Susperregui, Régis de Castelnau et Charles-Henri Gallois.
Lors des élections législatives de 2024, sa candidature est annoncée pour le Rassemblement national dans la 2e circonscription du Territoire de Belfort,. Lors de sa campagne, il est invité pour un débat local sur France 3, lors duquel il refuse de citer dix communes de sa circonscription. Son parachutage fait polémique du fait de sa faible connaissance du territoire où il est candidat.
Lors de sa campagne, il est accusé par son adversaire du Nouveau Front populaire Florian Chauche de racisme. Il lui reproche notamment des propos sur les « musulmans français », qui seraient selon Guillaume Bigot « plus musulmans que français ». Le candidat du RN porte plainte pour « diffamation et injure publique ». Le candidat des Républicains (LR) Damien Meslot l'accuse de son côté d'avoir utilisé illégalement les fichiers du parti pour démarcher des jeunes adhérents de LR, ce que Guillaume Bigot nie. Le candidat LR annonce vouloir saisir la CNIL.
Le 7 juillet, il est élu député au second tour, avec 50,59 % des voix, avec 337 voix d'avance sur le député sortant Florian Chauche.

### Prises de position
À la suite des attentats de janvier 2015, il déclare qu'il n'existe pas de « paroi étanche entre l'islam modéré et radical, juste un immense dégradé » et souligne que « les islamistes criminels existent et bénéficient de la sympathie d’une frange minoritaire, mais réelle des musulmans de France ».
Guillaume Bigot soutient la théorie du grand remplacement et déclare que « les banlieues révèlent bel et bien que des petits remplacements localisés sont en cours ». Il décrit la colonisation comme « un phénomène banal dans l'Histoire », qualifie l'islamophobie de « racisme imaginaire » et affirme qu'en « faisant venir trop d'étrangers dans un pays (qu'importe leur race), on remet en cause son identité ».
Il épouse certaines thèses climatosceptiques, déclarant que « rien ne prouve l'effet de serre du CO2 ».

### Élections législatives
| Année | Parti | Parti | Circonscription | 1er tour | 1er tour | 1er tour | 2d tour | 2d tour | 2d tour | Issue   |
| Année | Parti | Parti | Circonscription | Voix     | %        | Rang     | Voix    | %       | Rang    | Issue   |
| ----- | ----- | ----- | --------------- | -------- | -------- | -------- | ------- | ------- | ------- | ------- |
| 2002  |       | PR    | 8e des Yvelines | 524      | 1,4      | 6e       | ---     | ---     | ---     | éliminé |
| 2024  |       | RN    | 2e de Belfort   | 11 888   | 37,86    | 1er      | 14 546  | 50,59   | 1er     | élu     |

### Autres fonctions
Il est membre fondateur de la Fondation Marc Bloch.
Il est également l’un des fondateurs des Orwelliens[réf. nécessaire].

## Polémiques
Éditorialiste de Sud Radio, chroniqueur et politologue sur CNews, Guillaume Bigot, par ses propos jugés misogynes sur Greta Thunberg et Sandrine Rousseau, provoque plusieurs fois l'indignation chez les responsables d'Europe Écologie Les Verts,.
En 2021, il insinue sur CNews que la principauté de Monaco qui a gardé ses restaurants ouverts le midi pouvait être en partie responsable de la flambée épidémique de la Covid-19 dans les Alpes-Maritimes, ce qui fait vivement réagir la principauté et suscite des réactions de son gouvernement, du Conseil national et de résidents monégasques. Il présente par la suite ses excuses, en expliquant que ses sources étaient erronées,,,.
Il prend des positions ouvertement climato-négationnistes, affirmant que le réchauffement climatique existe bien mais qu'il « n’est pas du fait de l’homme », allant à l'encontre du consensus scientifique sur la question, ce qui le fait classer par Le Monde parmi les candidats adeptes des théories du complot, alors qu'il est investi officiellement par le RN dans la campagne des législatives de 2024.
Guillaume Bigot revendique une proximité avec Jean-Pierre Chevènement et la Fondation Res Publica. Cette relation est niée par Jean-Pierre Chevènement et ses proches qui y voit une tentative de récupération.

## Médias
Son premier livre Sept scénarios de l'apocalypse, publié en mars 2000, fait beaucoup parler de lui au lendemain des attentats du 11 septembre 2001. Les ventes de ce dernier passent de 1 400 exemplaires à 25 000 le mois suivant l'événement,,,.
Il publie plusieurs essais dont Le Zombie et le Fanatique en 2002, qui prévoit l'enlisement américain en Irak et la guerre civile dans ce pays[précision nécessaire]. Il coécrit deux ouvrages avec Jean-Claude Barreau chez Fayard et les éditions du Toucan, Toute l'histoire du monde (2005) et Toute la géographie du monde (2006), respectivement traduits en huit et six langues. En 2006, Guillaume Bigot et Stéphane Berthomet publient Le jour où la France tremblera, annonçant l'explosion des émeutes de banlieues et l’avènement d’un djihadisme français[précision nécessaire].
En 2013, il fonde le cercle Rossel et publie La Trahison des chefs chez Fayard pour dénoncer les travers du management.
En 2017, il corédige, avec Natacha Polony et le Comité Orwell, Bienvenue dans le Pire des Mondes, le triomphe du soft totalitarisme.
En 2020, il rejoint la rédaction de la revue Front populaire, dont il devient un contributeur régulier.
La même année, |il commence une série d’éditoriaux sur Cnews dans la matinale week-end présentée par Thomas Lequertier puis par Isabelle Moreau, l'émission s’intitule Face à Bigot. Il collabore ensuite régulièrement à la matinale avec Romain Desarbre. En septembre 2021, il lance sa première émission sur la chaîne d'information, qui s’intitule Infos du monde, et dans laquelle, avec le philosophe Jean-Loup Bonnamy, il analyse l’actualité internationale en invitant des personnalités. Il intervient dans de nombreuses émissions de CNews et notamment dans Face à l'info avec Christine Kelly. Il collabore aussi en tant que débatteur régulier au Zoom Info de la matinale d'Europe 1, animée par Dimitri Pavlenko.[source secondaire souhaitée]

## Publications
- Guillaume Bigot, Les sept scénarios de l'apocalypse, Paris, Flammarion, 2000, 287 p. (ISBN 2-08-067843-4, BNF 37098760)[40],[41]

- Guillaume Bigot, Le zombie et le fanatique, Paris, Flammarion, 2002, 277 p. (ISBN 2-08-068308-X, BNF 38889742)

- Jean-Claude Barreau et Guillaume Bigot, Toute l'histoire du monde : de la préhistoire à nos jours, Paris, Fayard, 2005, 456 p. (ISBN 2-213-62296-5, BNF 39904217)[42]

- Guillaume Bigot et Stéphane Berthomet, Le jour où la France tremblera : terrorisme islamiste, les vrais risques pour l'Hexagone, Paris, Ramsay, 2006, 317 p. (ISBN 2-84114-784-3, EAN 9782841147847, BNF 40123079)

- Jean-Claude Barreau et Guillaume Bigot, Toute la géographie du monde, Paris, Fayard, 2007, 412 p. (ISBN 978-2-213-63023-6, EAN 9782213630236, BNF 40999384)

- Guillaume Bigot, La trahison des chefs : des politiques aux managers, Paris, Fayard, 2013, 286 p. (ISBN 978-2-213-66232-9, EAN 9782213662329, BNF 43536359)

- Natacha Polony et le Comité Orwell, Bienvenue dans le pire des mondes : le triomphe du soft totalitarisme, Paris, Plon, 2016, 212 p. (ISBN 978-2-259-25159-4, EAN 9782259251594, BNF 45177766)

- Guillaume Bigot, Populophobie : pourquoi il faut remplacer la classe dirigeante française, Paris, Plon, 2020, 438 p. (ISBN 978-2-259-27749-5, EAN 9782259277495, BNF 46717856)[43]

- Ghislain Benhessa et Guillaume Bigot, On marche sur la tête : La France, l'UE et les mensonges, Paris, L'artilleur, 2024, 131 p. (ISBN 2810012091, EAN 9782810012091)